# Juan Martínez Silíceo
Juan Martínez Guijarro ou Silíceo (Villagarcía de la Torre, Badajoz, 1486 - Toledo, 31 de maio de 1557) foi um eclesiástico, matemático e lógico espanhol, além de arcebispo de Toledo.

## Biografia
De família humilde, aos 16 anos partiu para Universidade de Valência e, aos 21 anos, à Paris, onde continuou a estudar e entrou ao serviço do lógico valenciano Juan de Celaya.  Foi ordenado sacerdote e professor de Letras na Universidade de Paris durante cerca de dez anos. Foi após a publicação de sua primeira obra em 1514 intitulada Ars Arithmética, que Juan Martínez Guijarro se deu um novo nome, latinizando seu segundo sobrenome e transformando-o em Silíceo.
Em 1516, chegou a Universidade de Salamanca com a vaga de professor de Lógica nominalista. Durante esses anos, continuou produzindo obras sobre lógica. Em 1522, passou a lecionar Filosofia Natural em 1522, que não abandonou, mesmo sendo nomeado sete anos depois como Cônego Magisterial da Catedral de Coria. Em 1534 Carlos I o nomeia preceptor do príncipe Felipe, que então tinha seis anos.
Mais tarde foi designado bispo de Cartagena, em 23 de fevereiro de 1541, e promovido ao arcebispado de Toledo, em 8 de janeiro de 1546. Foi criado cardeal em 20 de dezembro de 1555 e instalado Cardeal-presbítero dos Santos Nereu e Aquileu em 1 de fevereiro de 1556.
Como cardeal, Silíceo validou com sua assinatura o estatuto de limpeza de sangue do Capítulo da Catedral de Toledo. Essa assinatura o tornou famoso na história e coloriu o personagem com uma nuance negativa, como protótipo de pessoa conservadora. Este primeiro estatuto de limpeza do sangue limitava-se ao Capítulo da Catedral, mas serviu de modelo para outros estatutos posteriores. No ano de 1550, quando era arcebispo de Toledo, Silíceo publicou seu último livro, que é uma explicação do nome de Jesus. Também foi um mecenas em Toledo.
Faleceu em Toledo e está enterrado no Colégio de Donzelas Nobres, que havia fundado em 1546.